# Leif Wager
Leif Christian Wager, född 11 februari 1922 i Helsingfors, död på samma ort 23 mars 2002, var en finlandssvensk skådespelare.  

## Biografi
Han var son till operasångaren Lars (Lasse) Wager och journalisten Elsa Killengreen. Han gifte sig med danskonstnären Eva Lisa Hemming år 1946.
Leif Wager var en av de mest berömda skådespelarna i Finland under tiden efter andra världskriget. Han medverkade i såväl komedier som dramer och musikaler och rörde sig obehindrat mellan den finlandssvenska och finska kultursfären. 
Han var verksam vid Svenska Teatern 1942–1975 och vid Finlands nationalteater 1975–1994. Från 1989 var han verksam som frilans.
Wager var även en av stjärnorna vid filmbolaget Suomen Filmiteollisuus. Hans skådespelarkarriär inleddes 1942 och under de följande tjugo åren gjorde han 27 filmroller.
Han tilldelades Pro Finlandia-medaljen 1970.
Wager är begravd på Sandudds begravningsplats i Helsingfors.

## Roller i urval

### Film
- 1943 – Katarina och greven av Munksnäs
- 1946 – Ungdom på avvägar
- 1946 – Synden lockar och straffar
- 1947 – Tåg norrut
- 1948 – Genom dimman
- 1950 – Dans över gravarna
- 1951 – I sommarkvällen
- 1952 – Oss konstnärer emellan
- 1954 – De lyckliga
- 1958 – Sven Dufva
- 1960 – Två vanliga killar
- 1961 – Stardust
- 1961 – Önskevisor
- 1961 – Flickan och hatten
- 1986 – Den förtrollade vägen
- 1991 – Din vredes dag (TV-serie)
- 1994 – I lånta skor genom Sahara
- 1995 – Vita lögner

### Teater
| År   | Roll          | Produktion                                            | Regi            | Teater      |
| ---- | ------------- | ----------------------------------------------------- | --------------- | ----------- |
| 1950 | Ernest Piaste | Dafne James Bridie                                    | Ernst Eklund    | Vasateatern |
| 1950 | Walter        | Ungkarlsmamman Marc-Gilbert Sauvajan och Fred Jackson | Martha Lundholm | Vasateatern |